# Terelle
Terelle è un comune italiano di 279 abitanti della provincia di Frosinone nel Lazio.

## Geografia fisica

### Territorio
Il territorio è essenzialmente montuoso, con quote che arrivano ai 1.669 m s.l.m. del monte Cairo nella parte meridionale del territorio comunale, ai 1.318,4 del Monte Campanella in quella occidentale, ai 1.157,4 del Colle Atraturo in quella settentrionale, o ai 919 m s.l.m. del Colle Abate, nella parte orientale. Quote collinari si ritrovano nella parte più orientale, in direzione di Sant'Elia Fiumerapido.
Diversi corsi d'acqua a carattere torrentizio scorrono tra i versanti dei rilievi, come il Vallone Scuro, il Fosso Carigliano, il Fosso Terelle o il Fosso del Faggeto.

### Clima
Classificazione climatica: zona E, 2715 GR/G

## Storia
Il centro abitato di Terelle nasce e cresce progressivamente attorno al castello che Lando conte d'Aquino costruì a causa dello scontro in atto contro Montecassino nei pressi della selva detta Tyrella, sul versante orientale del Monte Cairo. La data di fondazione più attendibile del castello è l'anno 1117.
Terelle è stato nel medioevo al centro di scontri, ma la pagina forse più tragica nella sua storia fu la seconda guerra mondiale. La popolazione dei paesi vicini cercò scampo proprio qui, poi i bombardamenti devastarono il centro. Sopravvive però il borgo medievale intorno alla torre, ancora abitato.

### Simboli
Lo stemma e il gonfalone sono stati concessi con decreto del presidente della Repubblica del 9 maggio 1977.
Il gonfalone è un drappo di giallo.

### Onorificenze
In occasione del conferimento della medaglia d'argento è stata revocata la concessione della medaglia di bronzo al merito civile già disposta in favore del comune con D.P.R. del 30 luglio 2002.

## Monumenti e luoghi d'interesse

### Aree naturali
Terelle ospita a ridosso del centro storico un "monumentale" castagneto secolare, vanto della comunità. Il castagno più longevo ha 800 anni e 12 metri di circonferenza. Al di sopra dell'abitato vi è la selva, un ampio faggeto facilmente attraversabile grazie ai sentieri. Nei pressi del bosco vi sono i pozzi in cui una volta gli abitanti attingevano l'acqua ed il fosso della neve, una cavità naturale. Questa, dopo che era stata riempita dalle nevi invernali, veniva ricoperta con frasche e paglia, e forniva così ghiaccio per la stagione calda. Dal rifugio Le Casermette si raggiunge la vetta, alta 1669 m s.l.m., del Monte Cairo dal quale si domina un panorama ampissimo. Sul paese domina il torrione antico resto monumentale dell'antico castello medioevale fatto erigere nel periodo di contrapposizione del conte di D'Aquino con Montecassino.

### Architetture religiose
Chiesa parrocchiale dedicata a Santa Maria Assunta. Don Germano Angelo Savelli, monaco di Montecassino nativo di Terelle, ne ha illustrata la storia nel libro La chiesa parrocchiale di Terelle. Vita e vicende, pubblicato nel 2021.

## Società

### Evoluzione demografica
Abitanti censiti

### Religione
La popolazione professa per la maggior parte la religione cattolica nell'ambito della diocesi di Sora-Cassino-Aquino-Pontecorvo

### Tradizioni e folclore
- 1º settembre - Festa patronale

## Economia
Di seguito la tabella storica elaborata dall'Istat a tema Unità locali, intesa come numero di imprese attive, ed addetti, intesi come numero di addetti delle imprese locali attive (valori medi annui).
|           | 2015                  |                              |                            |                |                       |                     | 2014                  |                | 2013                  |                |
| --------- | --------------------- | ---------------------------- | -------------------------- | -------------- | --------------------- | ------------------- | --------------------- | -------------- | --------------------- | -------------- |
|           | Numero imprese attive | % Provinciale Imprese attive | % Regionale Imprese attive | Numero addetti | % Provinciale Addetti | % Regionale Addetti | Numero imprese attive | Numero addetti | Numero imprese attive | Numero addetti |
| Terelle   | 10                    | 0,03%                        | 0,002%                     | 14             | 0,1%                  | 0,001%              | 11                    | 16             | 11                    | 16             |
| Frosinone | 33.605                |                              | 7,38%                      | 106.578        |                       | 6,92%               | 34.015                | 107.546        | 35.081                | 111.529        |
| Lazio     | 455.591               |                              |                            | 1.539.359      |                       |                     | 457.686               | 1.510.459      | 464.094               | 1.525.471      |

Nel 2015 le 10 imprese operanti nel territorio comunale, che rappresentavano lo 0,03% del totale provinciale (33.605 imprese attive), hanno occupato 14 addetti, lo 0,01% del dato provinciale; in media, ogni impresa nel 2015 ha occupato un addetto (1,40).

## Amministrazione
Nel 1927, a seguito del riordino delle circoscrizioni provinciali stabilito dal regio decreto n. 1 del 2 gennaio 1927, per volontà del governo fascista, quando venne istituita la provincia di Frosinone, Terelle passò dalla provincia di Caserta a quella di Frosinone.
Il comune fa parte della comunità montana Valle del Liri.